# Mozambico ai XVII Giochi paralimpici estivi
Il Mozambico ha partecipato ai XVII Giochi paralimpici estivi che si sono svolti a Parigi in Francia, dal 28 agosto all'8 settembre 2024, con una delegazione di un'atleta donna, che ha gareggiato in una disciplina.

## Atletica leggera
Fonte:
| Atleta          | Evento                        | Batteria  | Batteria  | Finale          | Finale          |
| Atleta          | Evento                        | Risultato | Posizione | Risultato       | Posizione       |
| --------------- | ----------------------------- | --------- | --------- | --------------- | --------------- |
| Edmilsa Governo | 400 metri piani T13 femminile | dns       | -         | non qualificata | non qualificata |